# 砺波郵便局
砺波郵便局（となみゆうびんきょく）は、富山県砺波市にある郵便局。民営化前の分類では集配普通郵便局であった。

## 沿革
- 1872年（明治5年）8月4日 - 杉ノ木（すぎのき）郵便取扱所として開設[1]。
- 1875年（明治8年）1月1日 - 杉ノ木郵便局（五等）となる。
- 1880年（明治13年）12月25日 - 為替取扱を開始。
- 1881年（明治14年）8月29日 - 貯金取扱を開始。
- 1884年（明治17年）5月20日 - 杉木新郵便局に改称。
- 1890年（明治23年）4月1日 - 出町（でまち）郵便局に改称。
- 1892年（明治25年）3月16日 - 出町郵便電信局となる。
- 1903年（明治36年）4月1日 - 通信官署官制の施行に伴い出町郵便局となる。
- 1949年（昭和24年）6月16日 - 特定郵便局から普通郵便局に局種別改定[2]、電気通信業務の取扱を廃止し新設の出町電報電話局に移管[3]。
- 1952年（昭和27年）6月1日 - 砺波郵便局に改称[4]。
- 1956年（昭和31年）10月1日 - 電話通話および和文電報受付事務の取扱を開始。
- 1986年（昭和61年）2月24日 - 砺波市中央町から、同市三島町に局舎を新築、移転[5]。
- 1990年（平成2年）6月13日 - トルコ・ヤロバ市郵便局と国際姉妹郵便局提携[6]。
- 1998年（平成10年）9月1日 - 外国通貨の両替および旅行小切手の売買に関する業務取扱を開始。
- 2006年（平成18年）4月1日 - 柳瀬簡易郵便局の一時閉鎖[7]に伴い、取扱事務を承継[8]。
- 2007年（平成19年）
  - 3月19日 - 栴檀野（せんだんの）郵便局から「939-14xx」区域の集配業務を移管[9]。
  - 4月30日 - 栴檀山簡易郵便局の廃止[10]に伴い、取扱事務を承継[11]。
  - 10月1日 - 民営化に伴い、併設された郵便事業砺波支店に一部業務を移管。
- 2012年（平成24年）10月1日 - 日本郵便株式会社発足に伴い、郵便事業砺波支店を砺波郵便局に統合。
- 2016年（平成28年）3月7日 - 庄川郵便局から「932-03xx」区域の集配業務を移管。

## 取扱内容
- 郵便、印紙、ゆうパック、内容証明
- 貯金、為替、振替、振込、国際送金、外貨両替、国債、投資信託
- 生命保険、バイク自賠責保険、自動車保険、変額年金保険、がん保険、引受条件緩和型医療保険
- ゆうちょ銀行ATM
- 「939-13xx」「932-03xx」「939-14xx」区域（砺波市全域）の集配業務
- ゆうゆう窓口

## 周辺
- 砺波市立砺波図書館
- 砺波市立出町中学校
- 砺波市立出町小学校
- 国道156号

## アクセス
- JR城端線 砺波駅から南へ約500m（徒歩約6分）
- 加越能バス 三島町停留所、砺波市営バス かいにょ苑前停留所下車
- 北陸自動車道 砺波ICから北へ約900m
- 富山県道16号砺波小矢部線沿い
- 駐車場あり：19台